# Terremoto de San Juan de 1944

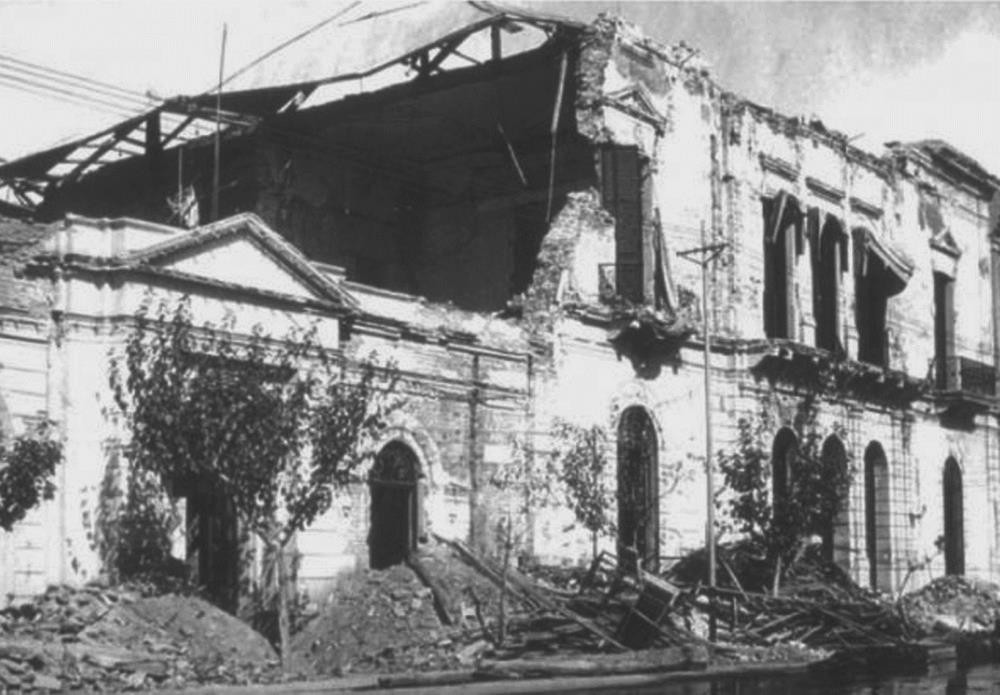
Vista de la Casa de Gobierno de la provincia de San Juan completamente destruida.

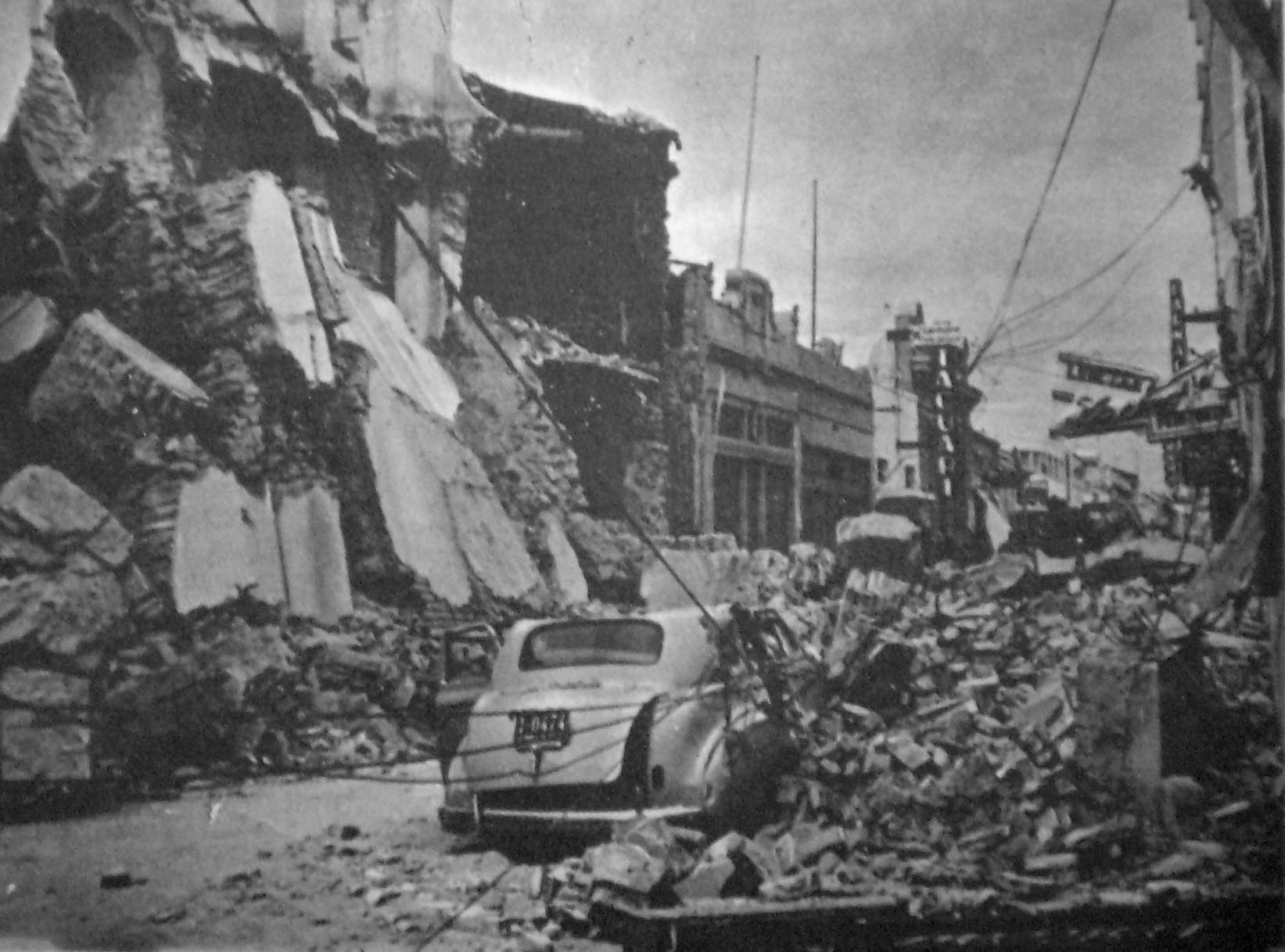
Las calles de la ciudad de San Juan.

El terremoto de San Juan de 1944 ocurrió a las 20:52 (UTC -3) del sábado 15 de enero de ese año , y tuvo su epicentro a 20 km al norte de la ciudad de San Juan, en las proximidades de La Laja (departamento Albardón). Se estimó su magnitud de ondas superficiales (Ms) en 7,5 grados, la magnitud de momento (Mw) fue calculada años más tarde en 7,6[cita requerida] la profundidad entre 11 y 16 km. Este sismo en Argentina se considera el evento natural más destructivo que se haya registrado en la historia del país. Su intensidad máxima fue de 9 en la escala de Mercalli modificada.
Este terremoto puede entenderse como un estudio caso control sobre la urbanística, la planificación, el control estratégico y la prevención de catástrofes, inexistentes hasta 1944. Influyó en la creación del SIFEM (Sistema de Prevención de Catástrofes Naturales) en Argentina.
El terremoto destruyó el 80 % de la Ciudad de San Juan. Si bien las primeras estimaciones hablaban de 15 000 víctimas,[cita requerida] entre muertos y heridos, estudios posteriores (Healey, 2002, Mendoza, 2004, Alvarado y Beck, 2006) indicaron que el número de muertos en este terremoto fue de alrededor de 9000 personas. Muchos de los fallecidos nunca fueron encontrados. Después del terremoto se comenzaron a tomar medidas para lograr la reconstrucción de San Juan, se creó un organismo que encaró un plan regulador para la construcción antisísmica ya que el 98% de las construcciones de la época eran de adobe. 
Puede afirmarse que los efectos desastrosos del sismo se debieron no solo a la violencia del movimiento, sino a la pésima calidad de la edificación, por la ausencia absoluta de legislación o de buenas prácticas de construcción. La ciudad tenía antecedentes de movimientos sísmicos en localidades de la Región de Cuyo, antes y después de 1900.

## Contexto urbanístico
La mayor parte de San Juan era de adobe pesado, de estilo español, lo cual implicó que al momento del terremoto no pudieran sostener los techos, lo mismo que las fachadas, en general altas,  lo que produjo muchas muertes bajo esas fachadas al querer salir de sus casas cuando comenzó el terremoto. Era la arquitectura propia del auge vitivinícola, durante el modelo agroexportador San Juan había quedado aislada del país, y condenada a ser una provincia donde imperaba el monocultivo, la situación de las clases populares y de las medias estaba marcada por una economía de subsistencia, por lo que más del 90 por ciento de las casas eran de adobe y no de material.[cita requerida]

## Obras de reconstrucción

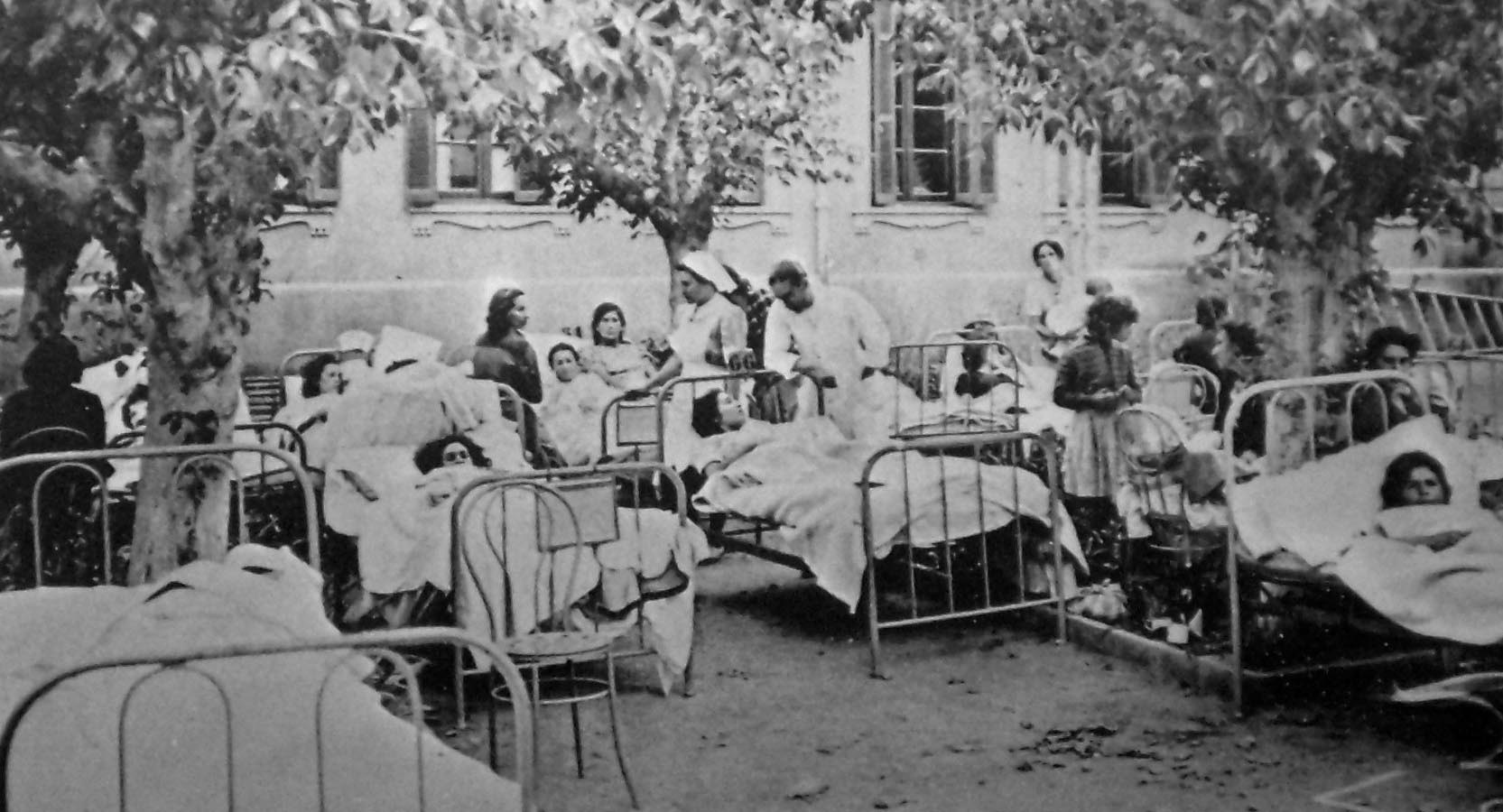
El hospital de emergencia.

El estudio del terremoto, y su Consejo de Reconstrucción. El Consejo de Reconstrucción fue creado para planificar y reconstruir la ciudad destruida. Se creó un Plan Regulador Urbano, que permitió convertir a San Juan en una ciudad modelo en prácticas antisísmicas. 
La obra del Consejo de Reconstrucción fue importantísima: creó el Código de Edificación, proyectó y construyó numerosos edificios de carácter público, administrativo, sanitario, municipal, escolar y obras urbanísticas, gran parte de las cuales están en funcionamiento. Pero ese Organismo provincial desapareció en 1961. La influencia del Movimiento Moderno es especialmente notable en las obras de arquitectura institucional que se localizaron en el Eje Cívico. La decisión de abrir esta avenida y ubicar a lo largo de ella los más importantes edificios públicos le dio a San Juan un aspecto totalmente distinto al que había tenido. Se percibían como las repuestas para la conformación de la sociedad, que se gestaba bajo la influencia de cambios tecnológicos, científicos y económicos. El plan Pastor proponía la ubicación de los edificios públicos, un plan ferroviario, la apertura de la Avenida Central, y daba prescripciones urbanísticas. El Consejo de Reconstrucción canalizó la mayor parte de sus esfuerzos en la construcción de la obra pública. Mientras los edificios de jerarquía provincial y nacional eran emplazados sobre el eje de Avenida José Ignacio de la Roza, las escuelas, puestos sanitarios y la seguridad se ubicaron con el criterio de armar “nodos” en los sectores del casco urbano y la periferia. La descentralización de las funciones cívico-comerciales a lo largo de la avenida Central tenía como objetivo liberar al centro de San Juan de un tráfico y estacionamiento excesivo.
Los muertos son situados en términos de entrega a la patria ante los pecados del liberalismo. El interventor en San Juan, Uriburu, sostiene que los sanjuaninos expiaron “por sí los vicios propios y del país entero” en referencia a las condiciones del liberalismo había sometido a gran parte de las clases populares san juaninas, que durante décadas se habían visto obligadas la utilización forzosa del adobe como material de construcción debido a sus condiciones económicas no le permitían el acceso a mejores materiales de vivienda.[cita requerida]

## Período de reconstrucción 1944 a 1945

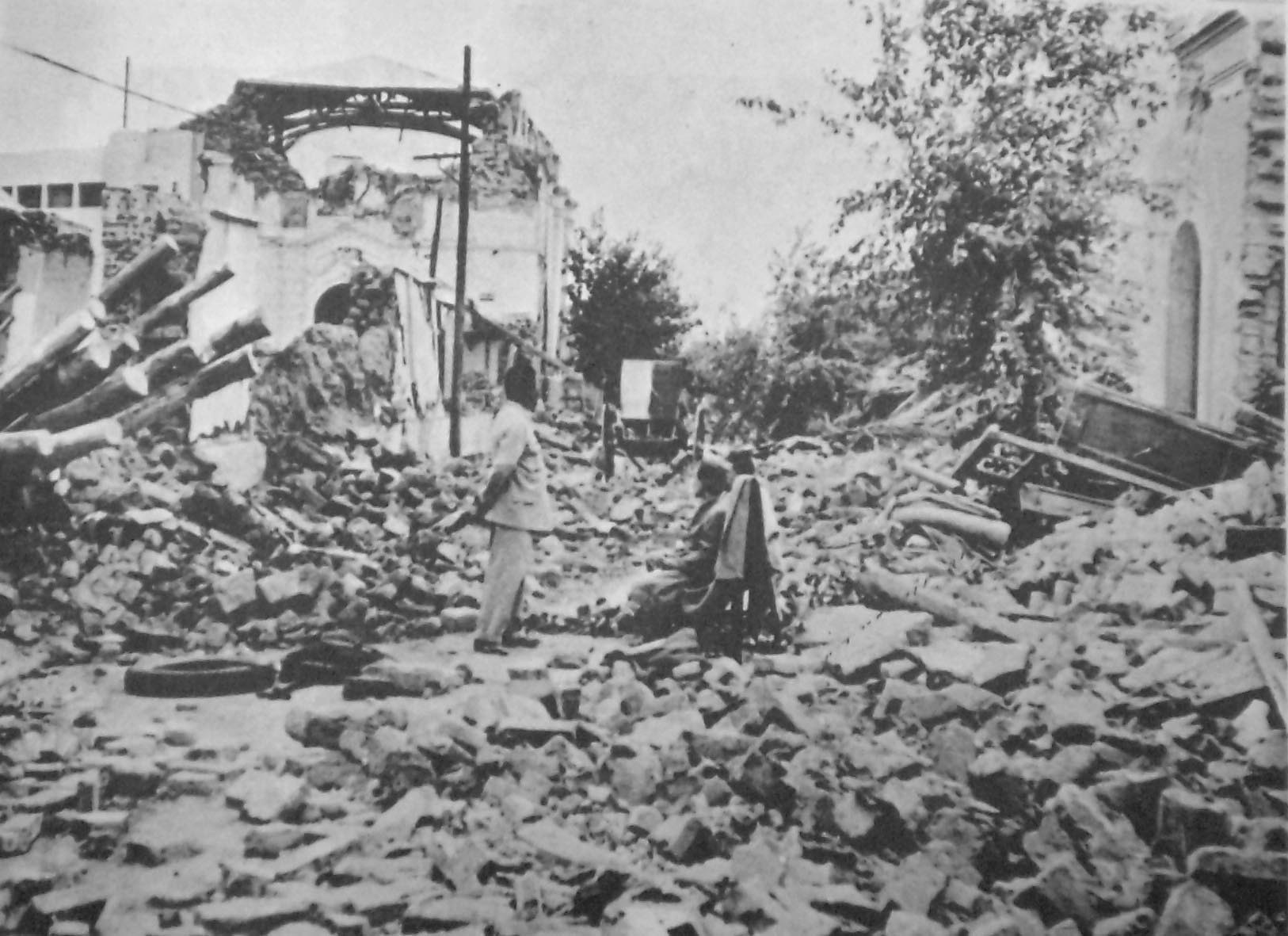
Las calles de San Juan el 17 de enero de 1944 (el día después del terremoto).

El terremoto de San Juan en 1944, destruyó miles de viviendas, edificios públicos, obras comunales, históricas y la economía de gran parte de la población, que representaban el patrimonio acumulado en varias generaciones, sin contar la pérdida de miles de humanos.
La situación creada a la provincia por el sismo se hizo grave por su economía de monocultivo.[cita requerida] Había que enfrentar la obra de reconstruir los centros de actividad de la ciudad y la vivienda para gran parte de su población, cuando en su mayoría ésta carecía de los recursos para resolver por sí misma su problema habitacional. Mientras el Estado empezaba a organizar la ayuda y sacar los escombros, se lanzó una gran campaña de ayuda. El día después del terremoto, se anuncia en cadena nacional una colecta para ayudar a las víctimas. Se produjo una gran movilización para recaudarlos; la gente hacía fila para dejar dinero y otros elementos de ayuda. Asimismo, también se organizaron actividades para juntar fondos: carreras de bicicleta, campañas de donación, etcétera. 
A partir de 1944, Argentina pudo volver a poner en marcha a una ciudad de más de 80 000 habitantes. Las principales actuaciones en materia de vivienda fueron las del Consejo de Reconstrucción de San Juan, el Banco Hipotecario Nacional y el Instituto Provincial de la Vivienda. El Presidente de aquel entonces, el dictador Pedro Pablo Ramírez, dijo “vamos a construir un lugar modelo, una ciudad jardín, antisísmica, segura de los embates de futuros terremotos”. Su Secretario de Trabajo, Juan Domingo Perón contactó a un grupo de arquitectos el cual presenta una utopía técnica: vieron en San Juan la posibilidad de una experiencia modelo que respondiera a necesidades de la población, que transformara el paisaje y la manera de actuar del Estado. Planearon reconstruir la ciudad y también una nueva forma de vida, repensando su estructura productiva, para hacerla más equitativa.  Fue el primer proyecto de viviendas colectivas masivas que hace el Estado argentino en la historia, los primeros barrios permanentes fueron construidos en 1949/50, se logró terminar varios edificios, y se impuso la línea municipal, se construyó un dique, la ampliación del hospital y el final del centro cívico. Los proyectos para crear un centro urbano exnovo pero con las intenciones de mantener en su estructura original la ciudad vieja (pero levantada esta vez con una técnica antisísmica), se montó un nuevo centro cívico, mientras que el centro fue convertido en área peatonal en un radio de cuatro manzanas.

## La emergencia posdesastre
El Poder Ejecutivo nacional acudió en ayuda de la provincia de San Juan y creó el Consejo de Reconstrucción de San Juan, dependiente del Ministerio del Interior. Este emprendió acciones para atender la emergencia, entre las que comprendió la construcción de barrios de carácter precario, así surgieron 25 barrios en zonas suburbanas ―hacia el oeste y sur principalmente―. En el Gran San Juan se construyeron 7794 viviendas, mientras que en los departamentos se construyeron 1930 más. Dejó un saldo de miles de niños huérfanos, inscritos por familias de distintas partes del país como hijos propios ―en ese entonces no existía la Ley de Adopción― y nunca se hicieron registros de ello.[cita requerida] Muchas personas continúan en busca de su familia biológica.

## Acciones del Consejo de Reconstrucción, 1947

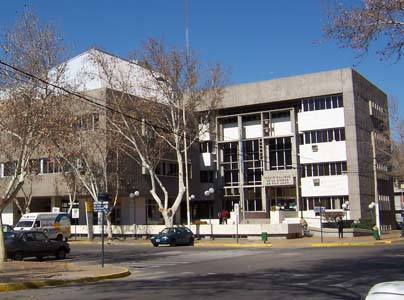
Nuevos edificios públicos en San Juan.

Aunque se había creado el Consejo de Reconstrucción ―que realizó una excelente labor durante muchos años en San Juan― hasta mediados de 1947 pocos particulares tomadores de préstamos habían edificado sus viviendas, no comenzaba la construcción masiva. Ante la falta de definiciones sobre el desarrollo urbano, técnicos del Consejo comenzaron a dar «líneas de edificación» sobre la base de un plano de ensanche, Ley 1122. Para formar un plantel técnico de la problemática urbana, el Consejo contrató con carácter de asesor urbanístico al arquitecto José Manuel Felipe Pastor, elaborando un nuevo plan, para el cual se tomaron los lineamientos generales de los planes presentados anteriormente.
Se comenzó por resoluciones del Consejo que fueron aprobando modificaciones dentro del casco urbano. Las mismas permitieron fijar la ubicación de edificios públicos, y la apertura de la Av. Central de un extremo a otro de la ciudad. Fue concibiéndose el Plan Regulador y el Plan de Zonificación y los aspectos legales por ley provincial y decreto nacional. Así San Juan tuvo su plan regulador y de extensión. El Consejo convocó a participar a importantes profesionales del país para los proyectos y/o dirección de sus obras con el criterio de acelerar el proceso de la edificación y asegurar la diversidad de las concepciones arquitectónicas enmarcadas en las directivas del plan.

## Viviendas y edificios públicos, 1948
Luego de varios decretos nacionales para normalizar la ayuda a la reconstrucción de San Juan, la ley 12.865 acordó a la provincia un subsidio, incrementado en varias ocasiones posteriores.
Entre 1948 a 1961, la entidad realiza el plan de viviendas de 1645 casas, en los alrededores de la ciudad. Desde esa fecha se comenzó también un plan de construcción de numerosos edificios públicos, escuelas y obras de urbanización.
Se construyó 53 escuelas, 15 municipalidades departamentales, 20 comisarías, registros civiles, juzgados de paz, bloques de edificios de los ministerios provinciales y la dirección de escuelas, tribunales y otros organismos estatales, la cárcel modelo, el observatorio astronómico Félix Aguilar, el edificio de la Dirección de Turismo, la construcción de cinco grandes avenidas, ensanchamiento de calles, construcción de nuevas plazas, electrificación pública y otras realizaciones de no menor importancia ya totalmente finalizadas. Además de esas obras, el decreto 773/56 construyó la Casa de Gobierno, la Jefatura de Policía, la Cámara de Representantes y el Palacio de Tribunales

## Plan Regulador y de Extensión, 1948
El Plan Regulador y de Extensión de 1948 fue elaborado por el arquitecto José Manuel Felipe Pastor, asesor urbanístico del Consejo de Reconstrucción. Para llevarlo a cabo se firmó un convenio entre el gobierno de la provincia y el Consejo de Reconstrucción Nacional, por el cual este organismo tomó poderes de control de las edificaciones en todo el territorio del valle. Las municipalidades, incluida la Capital, cedieron esas funciones al Consejo, «mientras dure su funcionamiento». Vale decir que este ente nacional tuvo las atribuciones necesarias para «ejecutar el Plan Regulador y las Obras que él comprende en toda la zona afectada por el sismo».

## Subsidios
La obra de Reconstrucción fue importante por los subsidios a la construcción de viviendas. La obra de la Catedral Metropolitana, de la Biblioteca Franklin y otras de carácter cultural y religioso fueron posibles por el apoyo financiero del Consejo de Reconstrucción de San Juan.

## Policía técnica
Su labor de policía de la construcción fue una de las más importantes del Consejo de Reconstrucción: controló cada plano, los cálculos de hormigón y las distintas etapas de la construcción de cada proyecto presentado a sus oficinas técnicas para su aprobación.

## Modelo Degradado, 1950
En agosto de 1950, con el nuevo convenio entre el Gobierno de la Provincia y el Consejo de Reconstrucción Nacional, para adaptar los recursos económicos de este último solo se considera el Plan de Obras. Se deja establecido que 

en el trazado urbano de la ciudad de San Juan se respetará lo dispuesto por las leyes provinciales 1122, 1254 u 1305. El Consejo se desliga de la ejecución de obras viales y ferroviarias y de otros edificios públicos. Las rutas de acceso y circunvalación se dejan en manos de Vialidad Nacional y del Gobierno Provincial. La reestructuración ferroviaria queda a cargo del Ministerio de Transporte. El cementerio municipal ―cuya remodelación había iniciado el Consejo― queda a cargo de la provincia. El programa de obras del Consejo también se restringe y se maneja con un concepto de obras y no como fondo de promoción urbanística.

[cita requerida]
Por ello las posibilidades constructivas del Consejo se ven reducidas a una lista y su misión se transforma en la de un ente constructor, en lugar de continuar desempeñando el papel promotor que primeramente había adoptado.[cita requerida] En el Gran San Juan se construyeron 7794 viviendas, mientras que en los departamentos fueron distribuidas más de 1900 viviendas.

## Código de Edificación, 1951
El Código de Edificación para la construcción de la ciudad desde 1951 en adelante, elaborado por técnicos del Consejo, se basó en tres partes:
- Prescripciones administrativas
- Prescripciones de estabilidad
- Prescripciones edilicias generales

## Organismos
El organismo tomó el nombre de CONCAR (Consejo de Construcciones Antisísmicas y Reconstrucción) de San Juan. Dejó de tener funciones constructivas y se limitó a concluir obras anteriormente comenzadas, dándose por terminada la reconstrucción de San Juan.
En 1972 y 1973 dio origen a dos instituciones: el INPRES (Instituto Nacional de Prevención Sísmica) y la DPDU (Dirección de Planeamiento y Desarrollo Urbano).

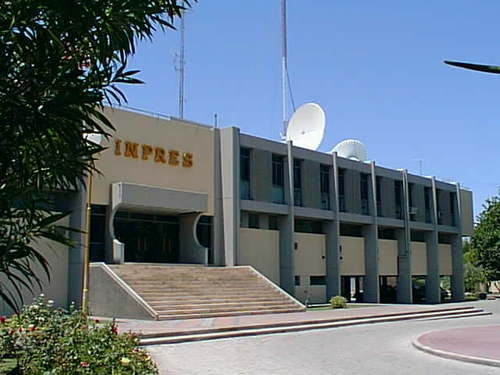
Instituto Nacional de Prevención Sísmica (INPRES)

El INPRES centraliza en San Juan las investigaciones aplicadas a todo el territorio nacional afectado al condicionante sísmico.

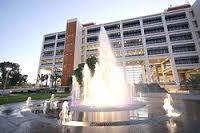
Centro cívico sede del IPV y el DPDU

### Dirección de Planeamiento y Desarrollo Urbano (DPDU)
La DPDU depende de Obras Públicas de la provincia, y sus funciones son la planificación urbana y la policía de la construcción. Desde 2005 se llama Dirección de Ordenamiento Territorial y Gestión Ambiental.
La construcción de la obra pública quedó en manos del Ministerio provincial. La construcción masiva de viviendas se realiza a través de los diferentes planes que instrumenta el BHN y el IPV con recursos del FONAVI (Fondo Nacional de Viviendas).